# Moezeddin Seyed Rezaei
Moezeddin Seyed Rezaei, né le 27 mai 1979, est un coureur cycliste iranien.

## Palmarès sur route

### Par année
- 1999
  - 2e du championnat d'Iran sur route
- 2006
  - 4e étape du Tour of Milad du Nour
- 2007
  - 5e étape du Kerman Tour (contre-la-montre)
  - 7e étape du Tour d'Azerbaïdjan
- 2008
  - 2e étape du Kerman Tour (contre-la-montre par équipes)

### Classements mondiaux
| Année         | 2006 | 2007 | 2008 | 2009 | 2010 | 2011 |
| ------------- | ---- | ---- | ---- | ---- | ---- | ---- |
| UCI Asia Tour | 91e  | 101e |      |      |      | 165e |

## Palmarès sur piste

### Championnats d'Asie
- 1999
  -  Champion d'Asie de l'américaine (avec Alireza Haghi)